# Ctenopoma
Genre
Ctenopoma est un genre de poissons d'eau douce adaptés à des milieux aquatiques pauvres en oxygène.

## Liste des espèces
- Ctenopoma acutirostre Pellegrin, 1899
- Ctenopoma ashbysmithi Banister et Bailey, 1979
- Ctenopoma garuanum (Ahl, 1927)
- Ctenopoma kingsleyae Günther, 1896
- Ctenopoma machadoi (Fowler, 1930)
- Ctenopoma maculatum Thominot, 1886
- Ctenopoma multispine Peters, 1844
- Ctenopoma muriei (Boulenger, 1906)
- Ctenopoma nebulosum Norris et Teugels, 1990
- Ctenopoma nigropannosum Reichenow, 1875
- Ctenopoma ocellatum Pellegrin, 1899
- Ctenopoma oxyrhynchum (Boulenger, 1902)
- Ctenopoma pellegrini (Boulenger, 1902)
- Ctenopoma petherici Günther, 1864
- Ctenopoma weeksii Boulenger, 1896